# Sidi Abdallah
Sidi Abdallah  (in arabo سيدي عبد  الله‎?) è un centro abitato e comune rurale del Marocco situato nella provincia di Rehamna, regione di Marrakech-Safi. Conta una popolazione di 10 481 abitanti (censimento 2014).